# Nepenthes bongso
Nepenthes bongso Korth., 1839 è una pianta carnivora della famiglia Nepenthaceae, endemica di Sumatra, dove cresce a 1000–2700 m.